# Such a Surge
Such a Surge (Eigenschreibweise: Such A Surge, zu deutsch „solch eine Welle“) war eine Band aus Braunschweig. In ihrer Musik vereinte sie Elemente aus verschiedenen Stilrichtungen, unter anderem Metal, Rap, Punkrock, Hardcore und Jazz. Diese Stilvielfalt spiegelte sich auch in verschiedenen Nebenprojekten und Kollaborationen mit anderen Künstlern wider. Ein Markenzeichen der Band war, dass sie ihre Songtexte auf Deutsch, Englisch und Französisch verfasste. 2006 löste sich die Band auf.

## Bandgeschichte

Such a Surge 1996 vor einem Konzert im bayerischen Bad Wörishofen

Such a Surge formierte sich 1992 und gilt als Urgestein der deutschen Crossover-Bewegung. In der Anfangsphase paarte Such a Surge harten Hip-Hop mit Metal-Riffs und transportierte auf textlicher Ebene oft linksalternative Standpunkte.
Erstmals präsentierte sich Such a Surge einem breiteren Publikum über den Hip-Hop-Sampler That's Real Underground, auf dem auch unter anderem No Remorze, State of Departmentz und Die Coolen Säue vertreten waren. Die kurz darauf in Eigenregie aufgenommene EP Against the Stream / Gegen den Strom verkaufte sich im Folgenden ohne Unterstützung eines professionellen Labels und ohne Werbemaßnahmen circa 10.000-mal. Dies war die Grundlage dafür, dass die Band einen Plattenvertrag mit Epic Records angeboten bekam und diesen nach langen Verhandlungen auch annahm. Das Produktionsbudget ließ es zu, dass Such a Surge ihr erstes volles Album in den USA mit Alex Perialas (unter anderem Anthrax) aufnehmen konnte. Es folgten Touren unter anderem gemeinsam mit Biohazard, Suicidal Tendencies, Dog Eat Dog, Gunshot und Mucky Pup.
Ab dem dritten Album Was Besonderes öffneten sich die Braunschweiger immer mehr dem Mainstream und traten 1998 sogar im Vorprogramm der Tournee von Herbert Grönemeyer auf. Das 2000 erschienene Album Der Surge Effekt avancierte zum größten kommerziellen Erfolg der Band. Die Gruppe war Vorband von Die Toten Hosen auf deren Friss oder stirb Tour im Jahr 2004.
Ihren musikalischen Wurzeln näherte sich die Band 2005 wieder, als sie einen Plattenvertrag beim Label Nuclear Blast unterschrieb und das Album Alpha herausbrachte – es sollte die vorerst letzte Veröffentlichung der Band sein. Anfang November 2005 veröffentlichte die Band eine Pressemitteilung, in der es hieß, dass nach „14 Jahren, 6 Alben und ca. 600 Konzerten“ die Band sich dazu entschlossen habe, 2006 ihre „letzte Tournee zu spielen. Danach wollen wir die Band auf Eis legen!“.
Am 23. Februar 2006 spielte Such a Surge ihr letztes Konzert in ihrer Heimatstadt Braunschweig im Club Jolly Joker. Als Vorband traten die Emil Bulls sowie Mambo Kurt auf. Die Frontsänger Olli und Michel haben seither kein Mikrofon mehr für Such a Surge in die Hand genommen. Die weitere Zukunft der Band ist ungewiss. Die Gruppe äußert sich zur Einstellung des gemeinsamen Bandprojekts wie folgt: „Vielleicht kommt auch irgendwann der Tag, wo wir wieder gemeinsam als ‘Such a Surge’ etwas sagen wollen. Momentan empfinden wir aber das Bedürfnis einen neuen Lebensabschnitt zu beginnen und denken, dass es an der Zeit ist, sich nun einzeln den neuen Herausforderungen des Lebens zu stellen.“

## Diskografie

### Studioalben
| Jahr | Titel             | Höchstplatzierung, Gesamtwochen, AuszeichnungChartplatzierungen (Jahr, Titel, Platzierungen, Wochen, Auszeichnungen, Anmerkungen) | Höchstplatzierung, Gesamtwochen, AuszeichnungChartplatzierungen (Jahr, Titel, Platzierungen, Wochen, Auszeichnungen, Anmerkungen) | Anmerkungen                                             |
| Jahr | Titel             | DE | AT | Anmerkungen                                             |
| ---- | ----------------- | --- | --- | ------------------------------------------------------- |
| 1995 | Under Pressure    | DE42 (32 Wo.)DE | — | Erstveröffentlichung: 24. Januar 1995                   |
| 1996 | Agoraphobic Notes | DE25 (6 Wo.)DE | AT42 (4 Wo.)AT | Erstveröffentlichung: 20. September 1996                |
| 1998 | Was Besonderes    | DE36 (16 Wo.)DE | AT36 (8 Wo.)AT | Erstveröffentlichung: 22. Mai 1998                      |
| 2000 | Der Surge Effekt  | DE15 (9 Wo.)DE | AT35 (4 Wo.)AT | Erstveröffentlichung: 7. Februar 2000                   |
| 2001 | sPain             | DE87 (1 Wo.)DE | — | Erstveröffentlichung: 30. Juli 2001 als Pain in the Ass |
| 2003 | Rotlicht          | DE31 (2 Wo.)DE | — | Erstveröffentlichung: 10. Februar 2003                  |
| 2005 | Alpha             | DE71 (1 Wo.)DE | — | Erstveröffentlichung: 4. April 2005                     |

### Kompilationen
| Jahr | Titel    | Höchstplatzierung, Gesamtwochen, AuszeichnungChartsChartplatzierungen (Jahr, Titel, Platzierungen, Wochen, Auszeichnungen, Anmerkungen) | Anmerkungen                            |
| Jahr | Titel    | DE | Anmerkungen                            |
| ---- | -------- | --- | -------------------------------------- |
| 2002 | 10 Jahre | DE62 (2 Wo.)DE | Erstveröffentlichung: 25. Februar 2002 |

### EPs
| Jahr | Titel Album                 | Höchstplatzierung, Gesamtwochen, AuszeichnungChartsChartplatzierungen (Jahr, Titel, Album, Platzierungen, Wochen, Auszeichnungen, Anmerkungen) | Anmerkungen                           |
| Jahr | Titel Album                 | DE | Anmerkungen                           |
| ---- | --------------------------- | --- | ------------------------------------- |
| 1999 | Tropfen EP Der Surge Effekt | DE45 (5 Wo.)DE | Erstveröffentlichung: 27. August 1999 |
| 2005 | Mission erfüllt EP Alpha    | DE69 (3 Wo.)DE | Erstveröffentlichung: 7. Februar 2005 |

Weitere EPs
- 1993: Against the Stream / Gegen den Strom

### Singles
| Jahr | Titel Album                  | Höchstplatzierung, Gesamtwochen, AuszeichnungChartsChartplatzierungen (Jahr, Titel, Album, Platzierungen, Wochen, Auszeichnungen, Anmerkungen) | Anmerkungen                                                                       |
| Jahr | Titel Album                  | DE | Anmerkungen                                                                       |
| ---- | ---------------------------- | --- | --------------------------------------------------------------------------------- |
| 1998 | Jetzt ist gut Was besonderes | DE68 (5 Wo.)DE | Erstveröffentlichung: 24. April 1998                                              |
| 2000 | Chaos Der Surge Effekt       | DE60 (4 Wo.)DE | Erstveröffentlichung: 10. Januar 2000 feat. Ferris MC, Spezializtz & DJ Stylewarz |

Weitere Singles
- 1995: I’m Real
- 1995: Schatten
- 1995: Ich bin ein Träumer (feat. Jazzkantine)
- 1996: Ideale
- 1996: Ich sehe dich
- 1998: Nie mehr Lovesongs / Koma
- 2000: Silver Surger
- 2000: Gib mir mehr
- 2002: Koma 2002
- 2003: Fremdkörper / Alles muss raus
- 2003: Hypochonder

## Remixe
| Jahr | Titel                            | Mix                        |
| ---- | -------------------------------- | -------------------------- |
| 1995 | Die Fantastischen Vier – Populär | Such a Surge Mix           |
| 1997 | Korn – Good God                  | Oomph! vs Such a Surge Mix |